# Cerbera dumicola
Cerbera dumicola là một loài thực vật có hoa trong họ La bố ma. Loài này được P.I.Forst. mô tả khoa học đầu tiên năm 1992.